# شهرستان هواده
شهرستان هواده (به لاتین: Huade County) یک منطقهٔ مسکونی در چین است که در اولانکاب واقع شده‌است. شهرستان هواده ۱٬۴۶۴ متر بالاتر از سطح دریا واقع شده‌است.